# Selenge Press Falcons
Maillots
Le Selenge Press Football Club (en mongol : Сэлэнгэ Хэвлэлийн Хөлбөмбөгийн Клүб), plus couramment abrégé en Selenge Press Falcons, est un club mongol de football fondé en 2000 et basé à Oulan-Bator, la capitale du pays.
Le club évolue actuellement dans le Championnat de Mongolie de football.

## Histoire

### Saison 2008
L'équipe termina à la 4e place de ce championnat à 8 équipes, après avoir remporté 8 matchs sur 14 disputés pour 0 nul et 6 défaites.

## Infrastructures
Le siège du club se situe dans le second Khoroo de la ville, au nord d'Oulan-Bator.

## Personnalités du club

### Présidents du club
- M. Bold

### Entraîneurs du club
- Otgonbayar Ishdorj
- B. Chin-Orgil

### Joueurs emblématiques
- Ganbaataryn Tögsbayar, attaquant jouant pour l'équipe de Mongolie de football, meilleur buteur de la sélection mongole[3], plusieurs fois meilleur buteur du championnat[4].